# Ercheia ekeikei
Ercheia ekeikei là một loài bướm đêm thuộc họ Noctuidae. Nó được tìm thấy ở New Guinea cũng như Queensland.
Sải cánh dài khoảng 10 mm.